# Storia del territorio vicentino

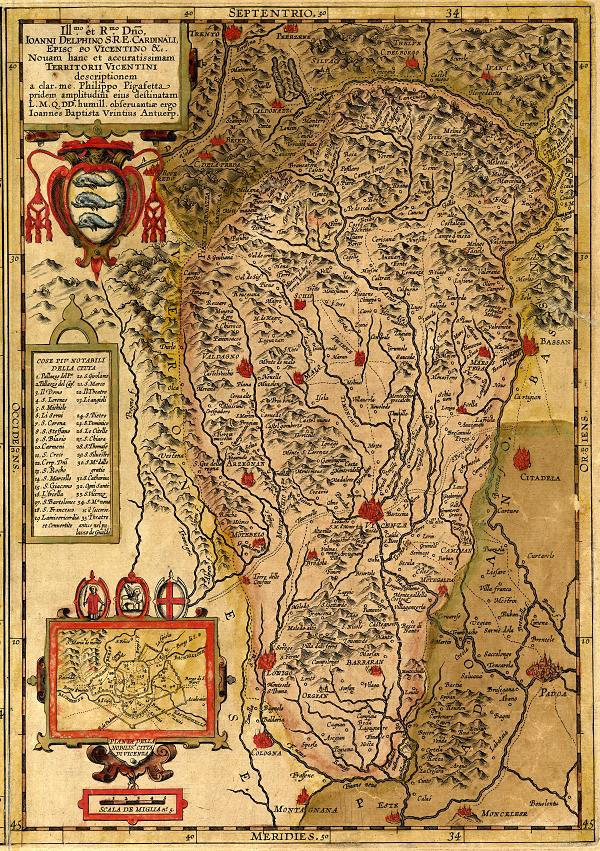
Carta del territorio vicentino. Da Filippo Pigafetta, Novam hanc et accuratissima Territorii Vicentini descriptionem, in Abramo Ortelio, Theatro del mondo, Anversa, 1608. Vicenza, Biblioteca Civica Bertoliana.

La città di Vicenza è al centro naturale di un territorio, delimitato a nord dalla fascia delle Prealpi - le Piccole Dolomiti, l'Altopiano di Asiago e il Massiccio del Grappa - a sud dai Colli Berici, a ovest dalle vallate dell'Agno e dell'Alpone e ad est dall'apparato fluviale dei fiumi Astico, Bacchiglione e Brenta, che per secoli hanno messo in comunicazione l'entroterra alpino con la Costa adriatica.
Su questo territorio hanno costruito la propria storia la città e una miriade di altre comunità locali: 121 Comuni, ciascuno con le proprie caratteristiche e una propria identità, spesso fortemente rivendicata e simboleggiata dal campanile.
Si tratta di un territorio ricco di risorse, l'estrazione di minerali nella fascia prealpina, sfruttata fino in età recente e teatro di insediamenti da parte di popolazioni germaniche, le cave di pietra nei Berici, l'utilizzo dei boschi - un tempo abbondantemente presenti sulle pendici dei monti come in pianura - e la coltura della vite nelle zone collinari. La ricchezza d'acqua, data dai fiumi e dalle numerose risorgive, ha permesso che la pianura si ricoprisse di campagne coltivate e di pascoli, favorendo la produzione di cereali e, da un certo momento in poi, anche l'industria tessile, una delle principali vocazioni del territorio.

## Preistoria

### Età della Pietra
I depositi stratigrafici rinvenuti nelle grotte e nei covoli (i ripari sottoroccia) dei colli Berici e delle montagne vicentine - che fornivano riparo a cacciatori e raccoglitori del Paleolitico e del Mesolitico (250.000 - 6.500 a.C.) - testimoniano di insediamenti ultramillenari e fanno del Vicentino una tra le aree meglio documentate nel panorama della preistoria italiana.
Particolarmente importanti sono le grotte di San Bernardino e della Paina a Mossano, di Trene a Nanto, del Broion a Longare. In queste grotte e ripari - che occupavano in modo non stanziale, essi fabbricavano e utilizzavano oggetti in selce, osso, legno, pelle e fibre vegetali.
Importanti sono anche i ritrovamenti del Neolitico (6.500 - 3.400 a.C.) - in particolare quelli della zona delle Valli di Fimon - dove gruppi umani stabili vivevano in villaggi su palafitte e praticavano l'agricoltura e l'allevamento, accanto alle tradizionali attività della caccia e della raccolta

### Età del Rame
Durante l'Età del rame (3.400 - 2.300 a.C.)  si ebbe la produzione di lame in selce a ritocco foliato e l'introduzione della metallurgia, documentata dal ritrovamento di oggetti nell'alto vicentino e nei Colli Berici. Significativi anche i reperti di tipo megalitico nel complesso funerario e cultuale di Sovizzo.

### Età del Bronzo
Anche durante l'Età del bronzo (2.300 - 950 a.C.) furono densamente abitate l'area berica e le aree pedemontane, dalle quali si potevano estrarre i minerali utili alla manifattura di oggetti. Oltre che di bronzo, di questo periodo abbiamo reperti in ceramica, osso e pasta di vetro.

### Età del Ferro
L'Età del ferro (metà X secolo a.C. - metà I secolo a.C.) è caratterizzata, oltre che dall'introduzione della metallurgia del ferro, dallo sviluppo della civiltà dei Veneti. Nel corso del VI secolo a.C. si formò, in posizione strategica presso la confluenza dei fiumi Astico e Retrone, un importante insediamento, che in seguito avrebbe originato la città di Vicenza. Esso colonizzò la fascia prealpina per sfruttare le sue risorse con la creazione di numerosi villaggi di case seminterrate, colonizzazione che raggiunse la massima intensità tra il V e il IV secolo a.C..
Ancora in epoca preromana si ebbe quindi una prima strutturazione sia dell'economia del territorio (agricoltura e allevamento, lavorazione della lana, della ceramica, dei metalli, scambi con le confinanti aree retica e celtica), che dell'organizzazione e del controllo di esso da parte della città egemone.

### Euganei e Veneti
Secondo alcuni autori, i primi abitanti del territorio vicentino furono gli Euganei; tra l'inizio del IX secolo a.C. e la fine dell'VIII, essi vennero scacciati verso le valli montane dall'invasione dei Veneti, che provenivano dalla regione Danubiana, dando origine ai 34 oppida delle Euganeae gentes di cui parla Plinio nella sua Naturalis Historia.
Forse tra l'VIII e il III secolo a.C. le due popolazioni si fusero. Nella zona del Monte Summano sono state trovate sia tombe con cadavere rannicchiato (costume proprio degli Euganei), che resti di salme cremate (come usavano i Veneti).
Di sicuro, quando arrivarono i Romani, i Veneti che li accolsero pacificamente e con essi subito si allearono, erano la popolazione dominante; quando ricevettero il riconoscimento della cittadinanza romana secondo lo jus romanum, furono iscritti alla tribù Menenia.
Nelle valli vicentine abitate dagli Euganei (quelle dell'Agno, del Chiampo, la Val d'Astico e la Val Leogra) nessun resto archeologico ritrovato in queste zone fa cenno ai quatuorviri o alla tribù Menenia; si ritiene quindi che, anch'esse soggette al dominio di Roma, fossero sottoposte allo jus latinum.
Alcuni studi relativi ad antichi villaggi di popolazioni probabilmente euganee, come quelli di Bostel in comune di Rotzo e di Castellare in comune di Caltrano che furono distrutti da incendio, hanno formulato l'ipotesi che - intorno al 200 a.C. o poco dopo - i romani abbiano compiuto delle spedizioni militari contro le genti dei monti che, a differenza di quelle venete della pianura, si dimostravano ostili all'occupazione di Roma e scendevano a rapinare le popolazioni sottostanti.

## Epoca romana
Con l'arrivo dei romani nella seconda metà del II secolo a.C., vi fu una completa assimilazione della popolazione veneta. Vicetia nel 49 a.C. divenne municipium romano optimo iure, cioè con pienezza di diritti civili e politici e iscritta alla tribù Menenia.
Il municipium comprendeva tutta la pianura intorno a Vicenza, arrivando a ovest e a nord fino a dove ora si trovano Arzignano, Montecchio Maggiore, Sovizzo, Schio e Chiuppano, mentre le popolazioni delle valli prealpine del Chiampo, dell'Agno, del Leogra e dell'Astico godevano solo dello jus latium. Ad est il municipium Vicetiae era delimitato dal fiume Brenta, a sud confinava con quelli di Padova e di Verona, arrivando a comprendere i territori degli attuali comuni di Montegalda, Noventa e Lonigo. Bassano e sotto la sua giurisdizione vi era anche Acelum, l'odierna Asolo.
I Romani costruirono numerose strade, sia per scopi commerciali che militari, per avere cioè la possibilità di spostare rapidamente le truppe. Dopo la via Postumia furono costruite molte altre che si dipartivano a raggiera da Vicenza:
- una, uscendo a nord della città, giungeva in zona pedemontana seguendo il torrente Orolo
- un'altra, seguendo la riva destra dell'Astico, conduceva a Montecchio Precalcino, Sarcedo, Carrè, Chiuppano e Caltrano, risalendo poi la Val d'Astico[16].

Il territorio venne centuriato, cioè organizzato secondo lo schema che prevedeva un reticolo ortogonale di strade, canali e appezzamenti agricoli destinati ai coloni. Secondo l'uso romano, i proprietari terrieri risiedevano in città e controllavano il territorio, dal quale ricavavano le risorse per pagare i tributi erariali.
Dalla basilica dei Santi Felice e Fortunato e dalla cattedrale di Santa Maria Annunciata sappiamo che verso la fine del IV secolo il cristianesimo aveva attecchito in città, mentre nulla sappiamo delle campagne, dove i primi reperti di carattere religioso risalgono ai secoli VIII e IX.

## Alto Medioevo

### Il ducato longobardo di Vicenza
Pur non avendo testimonianze dell'epoca riferite alla situazione locale, si può ritenere che verso la metà del VI secolo, Vicenza apparisse spopolata e il suo territorio parzialmente incolto, dopo aver subito le conseguenze della lunga guerra greco-gotica.
Città e territorio probabilmente ebbero una parziale ripresa con l'arrivo dei Longobardi. Vicenza - le pochissime informazioni scritte che ci sono pervenute, relative al territorio vicentino, sono tratte dalla Historia Langobardorum di Paolo Diacono - fu probabilmente eretta subito a ducato per contrastare Padova, ancora occupata dagli imperiali, rivestendo un ruolo strategico regionale di un certo rilievo.
Ruolo che si accrebbe dopo la conquista di Padova nel 602 e il suo declino come città con sede ecclesiastica e civile: Vicenza poté estendere il proprio territorio e rafforzare la posizione di preminenza che occupava nell'area dell'Italia nord-orientale.
Varie ipotesi sono state formulate sull'origine longobarda di toponimi, di alcune chiese, di sepolcreti ritrovati nel Vicentino. L'insieme degli elementi dimostra che questo popolo, peraltro non molto numeroso, occupò l'intero territorio dell'antico municipium romano, sia la città che divenne sede ducale, sia le aree periferiche di pianura e pedemontana. Più difficile è invece dimostrare l'origine longobarda dei singoli elementi, anche se vari autori locali in età moderna hanno recuperato tradizioni orali, tratto deduzioni da toponimi, spesso dando interpretazioni che risentivano dello spirito e degli orientamenti del proprio tempo.

### La contea franco-carolingia e la riorganizzazione feudale del territorio
La natura strategico-militare del ducato mantenne sicuramente per i due secoli dell'occupazione longobarda (568 - 774) l'unità politica del territorio. Unità che, come avvenne in tutta l'Italia settentrionale, probabilmente si sbriciolò a motivo dell'anarchia politica subentrata al periodo franco-carolingio (dal 774 alla metà del IX secolo).
Un secondo fattore contribuì alla disgregazione del territorio: sia Carlomagno sia i suoi successori posero le basi di quello che sarebbe stato il regime feudale, donando a vassalli, a vescovi e a monasteri ampi possessi comprendenti curtes, villae e terreni, come beneficio per i servizi resi o per cercare di ingraziarsi i favori divini.
Alla base di questa frammentazione e riorganizzazione del territorio vi erano le curtes longobarde, suddivisioni che erano state fatte con criteri ponderati, tenuto conto e della qualità dei terreni e del reddito che se ne poteva trarre, nonché dell'omogeneità delle popolazioni. A determinare i confini erano i corsi dei fiumi e le montagne. Le curtes erano dei veri comprensori che sfruttavano le risorse locali a bene di tutta la comunità comprensoriale; secondo qualche storico erano delle grandi aziende agrarie che producevano quanto era necessario al consumo locale, ma rette da criteri amministrativi.
Dopo le donazioni carolinge e la nascita del regime feudale vi erano curtes di diritto regio (juris nostri, ad nostram jurisditionem pertinentes); altre di diritto pubblico, che facevano capo al conte, altre ancora di carattere misto (come la Val d'Astico) o appartenevano a istituzioni religiose (come monasteri o capitoli).

#### L'organizzazione feudale dell'Alto Vicentino
Verso il X secolo le curtes nel territorio dell'Alto vicentino erano:
- La curtis di Malo (Maladum) che si estendeva sulla destra del torrente Leogra fino alle montagne di confine.
- La curtis di Torrebelvicino (Sicinum o vicinum) occupava la sponda sinistra del Leogra e saliva fino al Pasubio, ai confini con il Ducato di Trento; comprendeva anche la zona di Schio, che a quel tempo non aveva l'importanza odierna.
- La curtis di Santorso (Salzena) che comprendeva anche Meda con il suo castello, Piovene e tutto il Summano; saliva al Tretto e al Novegno e scendeva fino a Posina e Laghi, raggiungendo il confine da quella parte.
- La curtis di Valle o Valle dell'Astico; il centro era Caltrano (Massa Carturni) e comprendeva le ville di Chiuppano, Cogollo, Vello e Arsiero; il territorio era molto esteso, comprendendo le montagne sulla sinistra e sulla destra dell'Astico, fino al Xomo di Folgaria.
- La curtis dell'Altipiano, che aveva come centro Rotzo e il suo Castelletto.

Oltre alle cinque curtes di montagna vi erano quelle della fascia pedemontana di Thiene, di Breganze, di Marostica e due di pianura: Marano e Dueville (quest'ultima formata dalle due ville di Villaverla e Dueville.
Nel 901 il vescovo di Vicenza, Vitale, fu nominato Arcicancelliere dell'Impero al posto di quello di Padova, Pietro, morto l'anno prima durante un'incursione degli Ungari. Qualche anno più tardi, nel 910, l'imperatore Berengario I donò a Vitale tre curtes dell'Alto Vicentino: la Valle dell'Astico, la sinistra (curtis di Sicinum) e la destra (curtis di Maladum) della Val Leogra; si trattava di beni che appartenevano alla Corte regia
La donazione venne rinnovata nel 939 dal re Rodolfo, nel 968 da Ottone I, nel 997 da Ottone III, e nel 1026 dal Diploma rilasciato dall'imperatore Corrado II il Salico al vescovo di Vicenza Tedaldo (o Teobaldo).
Nel 917, mentre perdurava la minaccia degli Ungari, Berengario donò al vescovo di Padova, Sibicone, le "vie pubbliche" del Pedemontano e dell'Astico, cioè tutto il vasto territorio montano e pedemontano compreso tra l'Astico ed il Brenta, comprendente l'Altopiano di Asiago, Thiene, Breganze e Marostica. Nel 924 tra i vescovi delle due diocesi si chiarì la situazione territoriale; Caltrano e Cogollo furono cedute alla diocesi di Padova, anche se dal punto di vista civile Cogollo rimase sempre feudo di Vicenza.
Forse per compensarlo in parte della perdita di giurisdizione, al vescovo di Vicenza nel 983 furono donati Bassano e il suo territorio, che fino ad allora erano appartenuti alla diocesi di Asolo distrutta degli Ungari.

### La signoria vescovile
Con l'avvento degli Ottoni sul trono imperiale, si ritornò a una certa stabilità politica. Nel 952 il Comitatus vicentinus fu inserito nella Marca veronese - a sua volta dipendente dal duca di Baviera e successivamente dal duca di Carinzia. La città e il suo territorio furono ufficialmente soggette ai poteri gerarchicamente decrescenti dell'imperatore, del marchese-duca di Carinzia e del conte locali. In realtà un ricompattamento del territorio avvenne verso la fine dell'XI secolo, con l'affermarsi della signoria di fatto del vescovo di Vicenza, che aveva ricevuto dagli imperatori il possesso di estesi territori, esenzioni ed immunità, il diritto di esigere tributi e di amministrare la giustizia.

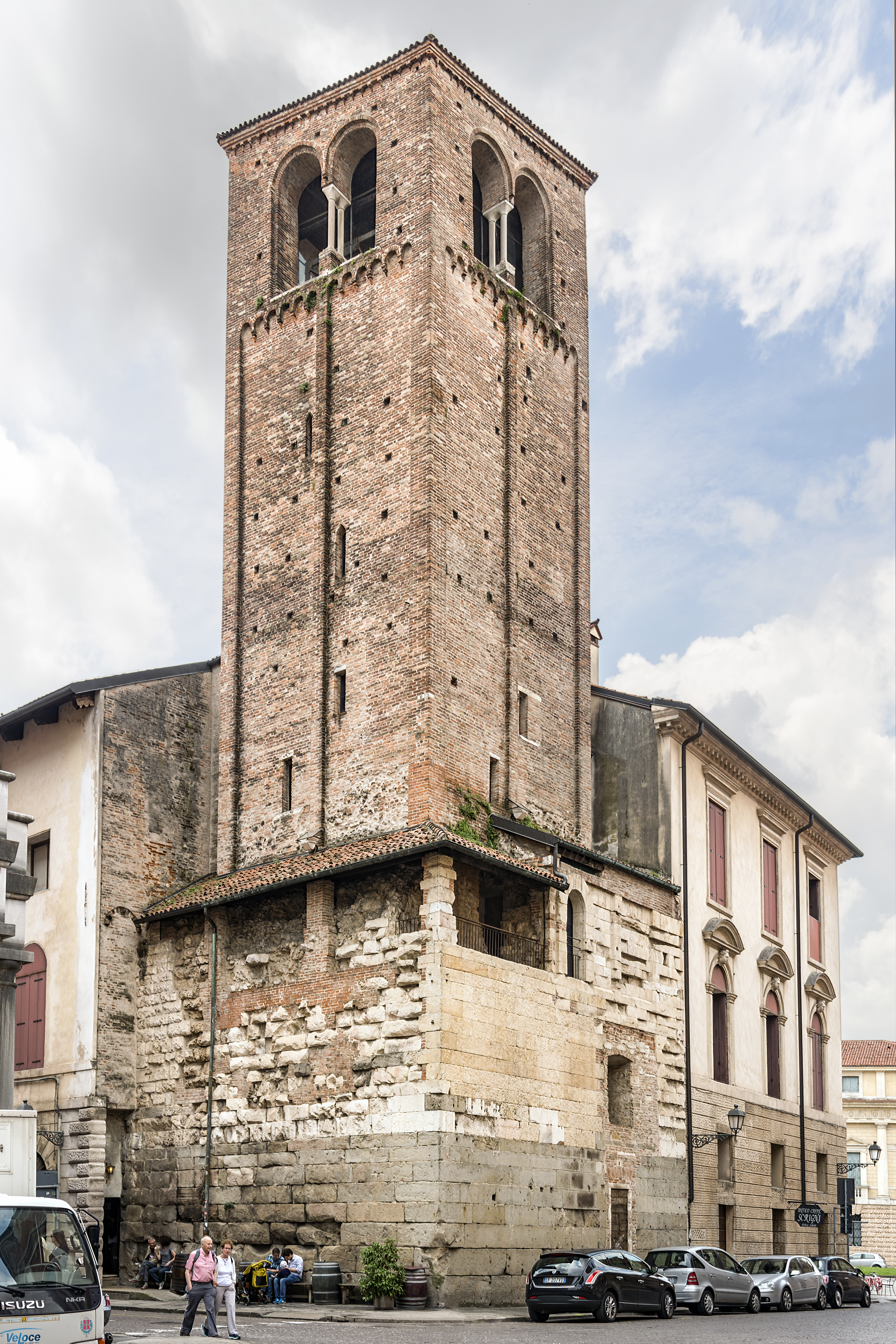
Torre campanaria medievale della cattedrale di Vicenza. Il basamento è parte di una fortificazione del X secolo e la sopraelevazione è del XII secolo.

Un diploma di Ottone III dell'anno 1000 riconobbe l'esenzione dal fodro per gli abitanti dei 19 castelli, compreso quello di Vicenza, situati sul territorio e posseduti dal vescovo Girolamo, e concesse a quest'ultimo anche il Teatro romano, dove allora si svolgevano le dispute giudiziarie, con tutti i diritti regi ad esso pertinenti.
Altri documenti che ribadiscono l'estensione di questo potere sono quello del 977 con cui il vescovo assegnava un'ingente dotazione di beni e diritti al Monastero benedettino dei Santi Felice e Fortunato e quello che confermava nel 1033 i beni assegnati all'altro Monastero benedettino di San Pietro in Vicenza. In essi si dimostra che il vescovo, oltre ad essere titolare di possessi e di diritti molto estesi sulla maggior parte del territorio vicentino, si comportava come un signore feudale. Non sembra comunque che quella vescovile si sia trasformata in vera e propria signoria territoriale in quanto, da Ottone I fino al XII secolo, le funzioni ufficiali furono attribuite al conte (a Vicenza cioè non vi fu mai un vescovo-conte).

### La colonizzazione del territorio
Tutto il periodo fu anche caratterizzato dall'attività degli insediamenti benedettini. Favoriti sia dagli imperatori che dai vescovi, i monasteri ricevettero in feudo possedimenti tanto estesi da ricoprire quasi tutto il territorio vicentino.
I monaci svolsero nei loro possedimenti sia funzioni materiali - come la bonifica di estese zone, in precedenza acquitrinose - che quelle di governo delle comunità rurali che quelle pastorali, sostituendosi alle pievi cadute in discredito. Della loro presenza resta traccia in numerosi documenti, così come nella toponomastica: numerose chiese sono ancora dedicate ai Santi Vito, Modesto e Crescenzia, tipici di quest'ordine monastico.
Facevano eccezione i feudi dei signori laici, come quelli dei Trissino, dei da Sarego, dei da Vivaro, dei da Breganze, dei conti Maltraversi, in genere posti lontano dalla città, nelle vallate o verso i confini del distretto.
In queste zone, durante il Medioevo e in particolare nei secoli di espansione della popolazione e quindi della necessità di aumentare le terre coltivabili e quelle da destinare a pascolo, essi chiamarono nei loro feudi coloni tedeschi - i cimbri - per impiegarli in lavori di stroncatura dei boschi o come minatori.
Dapprima la zona dell'altopiano dei Sette Comuni fu interessata da consistenti ondate migratorie provenienti dalla Germania meridionale; il più antico insediamento cimbro è probabilmente quello di Foza e risale alla metà del X secolo. Poi, a partire dal Duecento, i coloni si spostarono verso ovest e si trovano insediamenti cimbri nella valle dell'Astico e a Posina, nel Tretto e nell'alta Val Leogra; a sud ma sempre in territori montani, a Magrè, Faedo e a Monte di Malo. Dalla Val Leogra i cimbri si espansero poi verso le valli dell'Agno e del Chiampo.

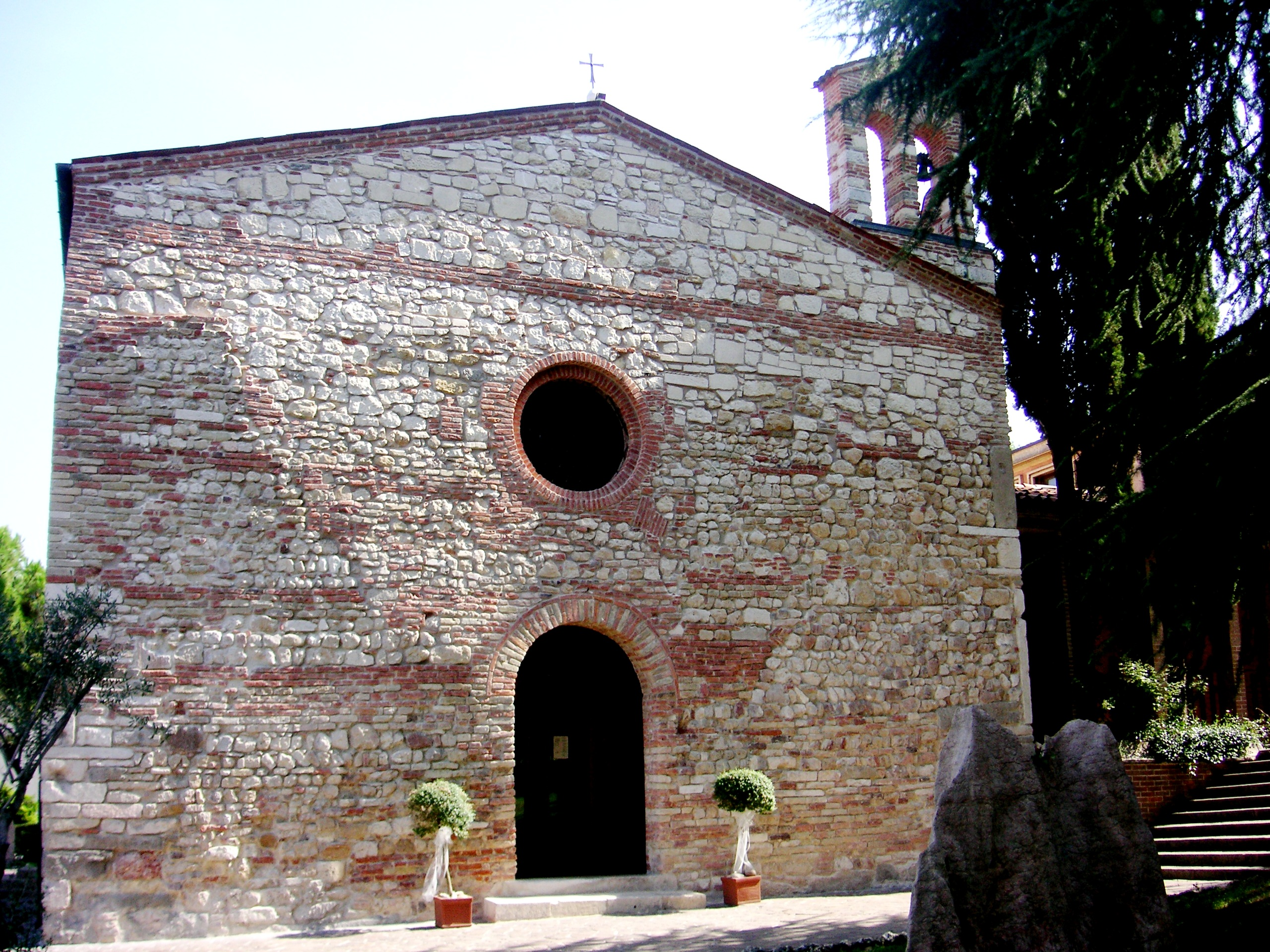
La facciata della chiesa di San Giorgio in Gogna.

## Basso Medioevo

### Il Comune di Vicenza e la conquista del contado
Indebolitasi la signoria vescovile, a partire dalla seconda metà del XII secolo il libero Comune di Vicenza cercò di assumere il controllo politico del territorio circostante, in linea di massima coincidente con i confini della diocesi e, in precedenza, del ducato longobardo e del comitato carolingio. Agli inizi esso era costituito da grandi proprietà fondiarie e castelli distribuiti nelle campagne, in origine appartenenti al vescovo, al capitolo della cattedrale e ai grandi monasteri urbani - le cosiddette 'temporalità' delle diverse chiese cittadine - ma ormai concessi a vassalli laici con rapporto feudo-vassallatico.
Spesso accadeva che i patrimoni ecclesiastici venissero progressivamente erosi da parte di famiglie che già disponevano di mezzi economici considerevoli e che con l'ingresso nelle clientele vescovili riuscivano a potenziare la propria posizione. A questi, nel panorama sociale cittadino, si aggiungevano i molti proprietari rurali che dal contado si trasferivano in città, attirati dalla superiore qualità della vita urbana oppure costretti da ingiunzioni del Comune, che intendeva coinvolgere nella vita pubblica uomini abituati a non dover rendere conto a nessuno delle modalità di governo che esercitavano entro i propri possedimenti.
In questo modo la città allargava a macchie di leopardo i propri confini giurisdizionali attraverso le proprietà dei propri cittadini: i castelli del contado effettivamente controllati dalla città si alternavano ad altri sottoposti invece alle giurisdizioni di signori non ancora inurbati, di monasteri, di vescovi di altre diocesi. Di qui un quadro estremamente disomogeneo che il Comune cercava di semplificare, neutralizzando i poteri concorrenti nel controllo pieno del territorio, estendendo la propria egemonia sui punti forti del territorio e sui castelli signorili in particolare. Questo processo prende il nome di costruzione del distretto comunale o conquista del contado.

### Il controllo del territorio
Particolare importanza rivestiva il controllo dei traffici e degli scambi e quindi delle vie di comunicazione, specialmente dei fiumi, all'epoca il mezzo più agevole ed economico per trasportare merci e persone. Nel 1107 era scoppiata una prima guerra regionale che aveva visto Verona, alleata di Venezia, in lotta con Padova, Treviso e Ravenna. Il motivo fondamentale dello scontro era il controllo del corso dell'Adige fino alla foce. Qualche decennio dopo, nel 1142, il conflitto si ripropose negli stessi termini, e quasi con gli stessi schieramenti. Anche Vicenza fu pienamente coinvolta a fianco di Verona e si contrappose a Padova per il controllo di importanti centri fortificati posti ai confini dei rispettivi distretti, come Montegalda, Bassano, Marostica. Nel 1147 i rappresentanti delle città venete si ritrovarono a Fontaniva, lungo il Brenta, per concordare la pace.
Intorno al Duecento, il Comune di Vicenza aveva sotto il proprio controllo oltre 200 villae, dall'Altopiano di Asiago ai Colli Berici, dalla valle dell'Agno ai Colli Euganei. Una serie di corsi d'acqua solcavano in senso longitudinale le vallate vicentine e irrigavano la pianura, apportando una ricchezza d'acqua che alimentava le colture e veniva sfruttata dai molini come forza motrice: l'Alpone, il Chiampo, l'Agno - Guà, l'Astico e il Brenta, mentre il Bacchiglione era importante via di comunicazione, essendo navigabile dal porto della città fino a Padova e di lì alla laguna di Venezia.
Al confine con il territorio trevigiano sorgevano i centri di Bassano - nel 1175 esso passò sotto il dominio di Vicenza, che strinse relazioni politiche e militari con la famiglia degli Ezzelini - e, poco più addietro, di Marostica, che per la loro posizione strategica controllavano le vie d'accesso alla Valsugana. Il confine verso il padovano era segnato dall'abitato di Montegalda, dominato dal castello appartenente al conte Maltraversi.

### Città e campagna nel Trecento
La conquista del contado aveva comportato una serie di fenomeni: da una parte la dissoluzione dei feudi vescovili, che furono smembrati in innumerevoli mansi, dall'altra l'inurbamento delle famiglie signorili, che però avevano mantenuto ed anzi avevano accresciuto i possedimenti rurali e da essi traevano le rendite in natura, ma soprattutto in denaro, che consentivano loro di vivere agiatamente in città.
Non si ebbe, a quel tempo, una produzione importante di statuti rurali, che in altre zone fu il segnale dell'opposizione delle comunità rurali ai signori, ecclesiastici e laici o al Comune cittadino.
Nel 1311 il Comune si dotò di nuovi statuti, che rendevano obbligatoria per tutti i signori rurali la residenza in città - dove avrebbero formato il ceto dominante anche nei confronti del territorio - e disponeva la demolizione di tutti i castelli.
Per governare il territorio durante tutto il Trecento, la dinastia scaligera - e dal 1387 anche quella viscontea - si avvalse sia del nuovo ceto signorile emergente sia delle vecchie famiglie nobiliari, favorendo così il predominio della città sulla campagna e rendendo quest'ultima totalmente funzionale alla prima.
Il ceto di possidenti, forte delle magistrature cittadine e delle possibilità che la città offriva, come l'accumulo di capitali e un rilevante numero di notai che curavano i loro interessi, riuscì a poco a poco ad arricchirsi a spese dei piccoli proprietari, costretti ad indebitarsi per affrontare le avversità fino a dover vendere il proprio podere, salvo poi restare sul posto pagando un affitto al nuovo ricco acquirente. La storia di molte famiglie emergenti è una storia di usura a danno dei più deboli.
La pressione fiscale continuò ad aumentare: ai fini di imposta, dopo il 1335 fu redatto un estimo rurale e nella seconda metà del secolo i prelievi si fecero massicci per finanziare le nuove mura e l'allargamento della città, così come i lavori di sistemazione del Bacchiglione. Controllato dal fattore, ovviamente uomo di stretta fiducia del signore scaligero, il Comune di Vicenza esigeva le imposte - secondo il principio della responsabilità collettiva - dalle comunità rurali.
Soprattutto a questo scopo, il distretto fu organizzato in quattro quartieri corrispondenti a quelli urbani, le comunità rurali furono dotate di organi amministrativi e fu fatto un censimento dei fogolari o foci presenti nelle diverse villae. Oltre alle imposte in denaro e al pagamento dei fitti e delle decime ai possessori, che ormai risiedevano in città, le comunità rurali erano soggette anche al conferimento obbligatorio di cereali ai depositi comunali. Il non assolvere a tutti questi obblighi portava a gravi conseguenze e il Comune tutelava non solo gli interessi dell'erario pubblico, ma anche quelli dei privati, propri cives. La campagna, insomma, era sfruttata e tenuta a livello di mera sopravvivenza, in funzione delle esigenze delle famiglie cittadine, del Comune e della signoria scaligera.

### I Vicariati civili
Nel 1337, soprattutto ai fini fiscali e per l'amministrazione della giustizia, gli Scaligeri crearono un'efficiente organizzazione del territorio, che venne suddiviso in Vicariati civili, organizzazione che rimase sostanzialmente inalterata per secoli - fino alla caduta della Serenissima e la creazione del Dipartimento del Bacchiglione - e che contribuì in modo determinante all'unità del territorio vicentino, sempre minacciata dalle rivalità locali per interessi economici e di prestigio e da rivendicazioni di autonomia locale.
Oltre a quello cittadino, tredici furono i Vicariati istituiti sul territorio vicentino: Arzignano, Barbarano, Brendola, Camisano, Lonigo, Montecchio, Malo, Marostica, Montebello, Orgiano, Schio, Thiene e Valdagno.
Nel territorio dipendente da Vicenza non era compreso il Vicariato di Bassano anche se nel 1311, con l'avvento degli Scaligeri, la città era stata tolta a Padova e per qualche tempo incorporata nel territorio vicentino. Durante la successiva dominazione viscontea essa acquisì una virtuale autonomia, che poi mantenne sotto la Serenissima da cui dipese direttamente. Tra i Vicariati vicentini non vi era neppure quello di Cologna, il cui territorio era stato ceduto ai marchesi d'Este sin dai tempi di Enrico IV.
I due Vicariati di Lonigo e di Marostica ottennero -  e mantennero sotto Venezia - anche il titolo di "Podestarie" e altri privilegi, il che indusse le due città murate a desistere dai frequenti atteggiamenti autonomistici nei confronti di Vicenza.
In alcuni Comuni, pur compresi nei Vicariati, perdurò ancora a lungo la giurisdizione privata di famiglie aristocratiche, come a Costa Fabbrica (Costabissara) con i Bissari, ad Alonte con i Traversi, a Dueville con i Monza e – fino ai primi del Quattrocento – a Bagnolo con i Pisani: il grado di autonomia concesso a tali famiglie era tale che per qualche tempo si parlò addirittura – per questi Comuni – di Vicariati minori.

## L'età della Serenissima
Approfittando del fatto di essere stata la prima ad assoggettarsi a Venezia nel 1404, Vicenza tentò di rafforzare il suo potere sul territorio storicamente ad essa soggetto. La Repubblica non l'accontentò - almeno nei primi tempi - e preferì mantenere un rapporto diretto con le cittadine periferiche: così San Bonifacio, Cologna Veneta e Lonigo a sud-ovest come pure Bassano e Marostica a nord-est ebbero un podestà nominato direttamente da Venezia e molti vicariati privati furono confermati. Anche l'Altopiano dei Sette Comuni rimase per quattro secoli - a parte una brevissima parentesi nel 1459-1460 - del tutto autonomo da Vicenza.
Durante il Quattrocento comunque Vicenza, basandosi sulle leggi e le consuetudini in vigore al momento della dedizione e riconosciute dal Privilegium, riuscì a rafforzare il suo controllo del territorio, facendo valere le sue prerogative anche verso i vicariati privati e le podestarie autonome, in ciò appoggiata dalla Repubblica.
Continuò così il depauperamento delle comunità rurali in favore della città: oltre a riscuotere imposte pubbliche e censi privati - fu confermato il principio della responsabilità collettiva, per cui il decano della comunità rurale era personalmente responsabile per i debiti pubblici e privati degli abitanti - essa si riservava la produzione e la finitura dei tessuti migliori e, soprattutto, il diritto di attribuire la cittadinanza a persone del distretto che così pagavano le tasse al capoluogo, invece che alle comunità di origine.

## Età contemporanea

### Il Vicentino dal 1797 al 1866

#### Il Periodo napoleonico
Tra il 1797 e il 1805 il territorio vicentino - come tutta la regione - subì un alternarsi dell'occupazione da parte della Francia e dell'Impero asburgico. Nel 1805, per la terza volta, le armate di Napoleone rioccuparono il Veneto, che venne annesso al Regno d'Italia - parte dell'Impero francese - e vi rimase fino al novembre 1813.
Otto anni che permisero di attuare varie riforme. L'organizzazione amministrativa si articolò in Dipartimenti (il territorio vicentino - anche se non coincidente esattamente con quello attuale - divenne il Dipartimento del Bacchiglione), a sua volta suddiviso in cantoni e questi in comuni.
Fu introdotto il Codice Napoleonico ispirato ai principi della Rivoluzione francese, furono istituite l'anagrafe presso i comuni (fino ad allora il registro dello stato civile era tenuto dalle parrocchie) e la gendarmeria. Queste riforme, ma soprattutto l'aumento delle tasse e l'imposizione della leva militare obbligatoria, crearono molto scontento, che si espresse in tumulti, duramente repressi dai francesi.

#### Il Regno Lombardo-Veneto
Sconfitto Napoleone, nel novembre 1813 gli austriaci rioccuparono il Veneto, che nel 1816 fu incluso nel nuovo stato, il Regno Lombardo-Veneto, facente parte dell'Impero austriaco. Le leggi francesi furono sostituite da quelle austriache, ma non tutto venne cambiato: ad esempio la normativa sulle sepolture rimase quella francese e altre istituzioni cambiarono nome ma mantennero la struttura già operante.
Anche l'organizzazione amministrativa rimase simile: i dipartimenti furono sostituiti dalle delegazioni provinciali  - nel caso del Vicentino questa volta il territorio coincise con quello dell'attuale provincia - e i cantoni dai distretti, a loro volta articolati in comuni. Furono creati degli organi rappresentativi: la Congregazione centrale presieduta da un governatore e composta da membri eletti dalla nobiltà, dai possidenti e dalle città regie. In ogni provincia e comune erano elette rispettivamente le Congregazioni provinciali e municipali. Poiché per eleggere i rappresentanti ed essere eletti era necessario possedere immobili o un'attività professionale di una certa consistenza economica, è evidente che anche per il regime austriaco l'unico interlocutore fu il ceto possidente, prevalentemente formato dai proprietari fondiari.
Fino al 1847, nel complesso, la grande maggioranza della popolazione fu tranquilla e fedele al governo asburgico e nulla avrebbe fatto pensare alla svolta radicale del 1848. Specialmente nelle campagne, un ruolo decisivo nel mantenimento di questo atteggiamento di rassegnazione di fronte sia all'autorità che al ceto dominante lo ebbe il clero. Numeroso e ben organizzato, disciplinato nell'osservanza delle direttive impartite dal vescovo, il clero ebbe un'influenza decisiva sulla vita morale, sociale ed economica della popolazione.

#### Dal 1848 al 1866
Dopo l'insurrezione di Vicenza nel 1848 molti patrioti andarono in esilio nel Regno di Sardegna e da lì svolsero un'attiva propaganda in favore di casa Savoia. Si trattava soprattutto di appartenenti alla classe media liberal-moderata della città, riuniti nel Comitato centrale dell'emigrazione veneta a Torino.
Tra il 1848 e il 1866 vi furono manifestazioni anti-austriache in città e nel territorio, sempre prevenute o represse dall'efficiente polizia asburgica, favorita spesso da delatori, che procedeva all'arresto dei patrioti.
La Terza guerra di indipendenza del 1866 passò quasi inosservata a Vicenza, pur trovandosi la città relativamente vicina alla zona delle operazioni militari. Nella notte tra il 12 e il 13 luglio le truppe austriache abbandonarono la città e il mattino vi entrarono quelle italiane. La città divenne sede del comando della 16ª divisione al comando del principe ereditario Umberto. Poco dopo, prendendo a pretesto il rischio di un'epidemia di colera, i soldati sabaudi lasciarono il Veneto in attesa della pace con l'Austria. Con il trattato di Vienna del 24 agosto 1866 fu decisa la cessione del Veneto alla Francia e, solo in seguito, il suo trasferimento al Regno D’Italia.
L'annessione del Veneto e di Vicenza al regno d'Italia fu ratificata dal plebiscito del 21 ottobre 1866, in cui i vicentini si espressero a favore dell'unione con 85.869 voti favorevoli, 5 contrari e 52 nulli. Al momento dell'annessione gli aventi diritto al voto erano nel Vicentino meno del 2%. Si dovette attendere il 1911 per giungere al suffragio universale maschile.

#### Il nuovo rapporto tra città e territorio
Con la caduta della Repubblica di Venezia, nell'Ottocento cambiò radicalmente il rapporto tra Vicenza e il suo territorio.
Anzitutto avvenne l'unificazione amministrativa, dapprima nel napoleonico Dipartimento del Bacchiglione - che comprendeva anche Bassano e l'Altopiano dei Sette Comuni - poi nell'asburgica Provincia di Vicenza, che diede al territorio la configurazione attuale.
In secondo luogo, insieme con l'applicazione del Codice Napoleonico prima, di quello austriaco poi, venne introdotto anche il principio dell'eguaglianza di tutti i cittadini di fronte alla legge, senza più distinzione tra gli abitanti della città e quelli del contado. La città di Vicenza divenne il capoluogo amministrativo del territorio, ma perse le caratteristiche di predominio sulla campagna e sulle comunità rurali, che forte del Privilegio pattuito con la dedizione a Venezia, era riuscita a conservare durante tutto il periodo di soggezione alla Serenissima.
Questo principio di eguaglianza non eliminò subito le disparità di ordine politico e sociale tra i cittadini. Sia il regime francese che quello austriaco privilegiarono, anzi considerarono quale unico interlocutore, il ceto dei proprietari, nel quale si fusero l'antica nobiltà terriera e la nuova borghesia di commercianti, professionisti e industriali. I meccanismi per la costituzione delle Congregazioni centrale, provinciale e municipale nel Regno Lombardo-Veneto prevedevano che elettori ed eletti dovessero avere un patrimonio consistente e quindi appartenessero a quel ceto. Il sistema pose le basi della mobilità sociale e del ricambio della classe dirigente. Questo fu favorito anche dallo sviluppo di un nuovo modello economico, in particolare con l'industrializzazione dell'Alto Vicentino.

### Il territorio vicentino e la Grande Guerra

Pezzi di artiglieria italiana da 103 mm, mimetizzati, trasportati con autocarri sull'altopiano di Asiago (Luglio 1916).

Con l'annessione del Veneto al Regno d'Italia, nel 1866, la parte settentrionale della provincia di Vicenza divenne territorio di confine con l'Impero austro-ungarico, un confine che rimase indifeso fino al 1911 quando, avvicinandosi la crisi internazionale, iniziò un intenso lavoro per la costruzione di fortificazioni sulle montagne e sugli altipiani vicentini. Il 23 maggio 1915, contemporaneamente alla dichiarazione di guerra, la città e la provincia di Vicenza furono dichiarate "Zona di guerra" e si trovarono immediatamente coinvolte nelle operazioni.
Scattò l'obbligo dell'oscuramento e 4.000 abitanti dell'alta Valle dell'Astico furono evacuati dai loro paesi e spostati nella parte occidentale della provincia.
Su questo fronte, difeso da poderose fortificazioni austroungariche, l'offensiva italiana non conseguì successi significativi ed anzi registrò sanguinose perdite. Le popolazioni dovettero subire le prime conseguenze della guerra, come le limitazioni al movimento e le prime, seppur sporadiche, incursioni aeree.

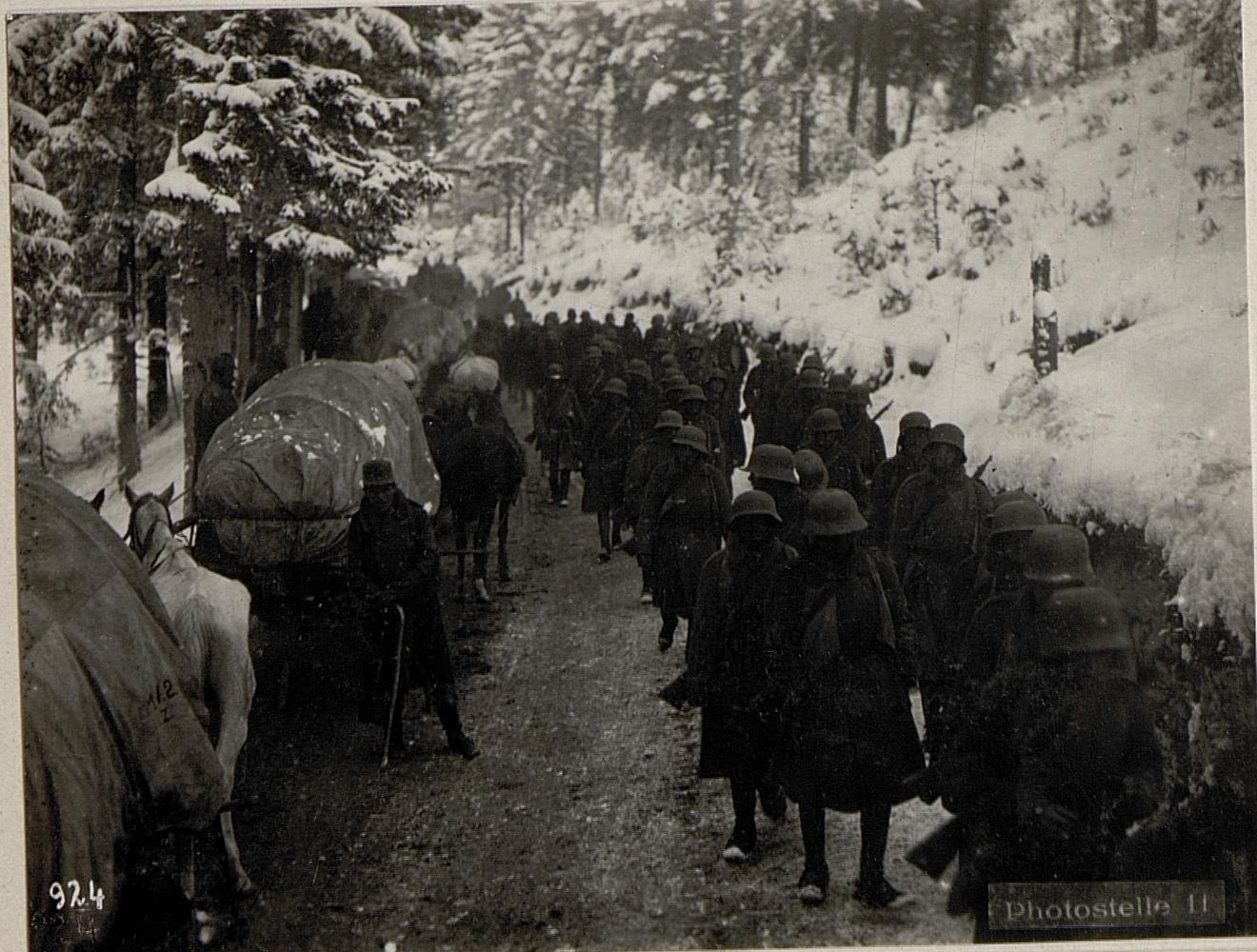
Truppe a.u. presso il Valico della Fricca: milioni di soldati si spostano sulle montagne vicentine, costringendo spesso ad istituire sulle strade sensi unici di marcia alternati.

Il 15 maggio 1916 ebbe inizio la Frühjahrsoffensive, una delle più grandi battaglie combattute interamente in territorio montano: le truppe imperiali sfondarono il fronte italiano, dilagarono sugli altipiani di Tonezza e di Asiago e calarono in pianura fino ad occupare Arsiero. Paesi interi vennero rasi al suolo, sia a causa dei bombardamenti austroungarici che italiani: l'ordine di evacuazione, arrivato in tutta fretta, interessò decine di migliaia di persone della montagna e della fascia pedemontana e per qualche giorno sembrò dovesse essere applicato anche al capoluogo. Un torrente di profughi, di gente civile, colonne di militari e di artiglieria che affluiva in senso contrario.

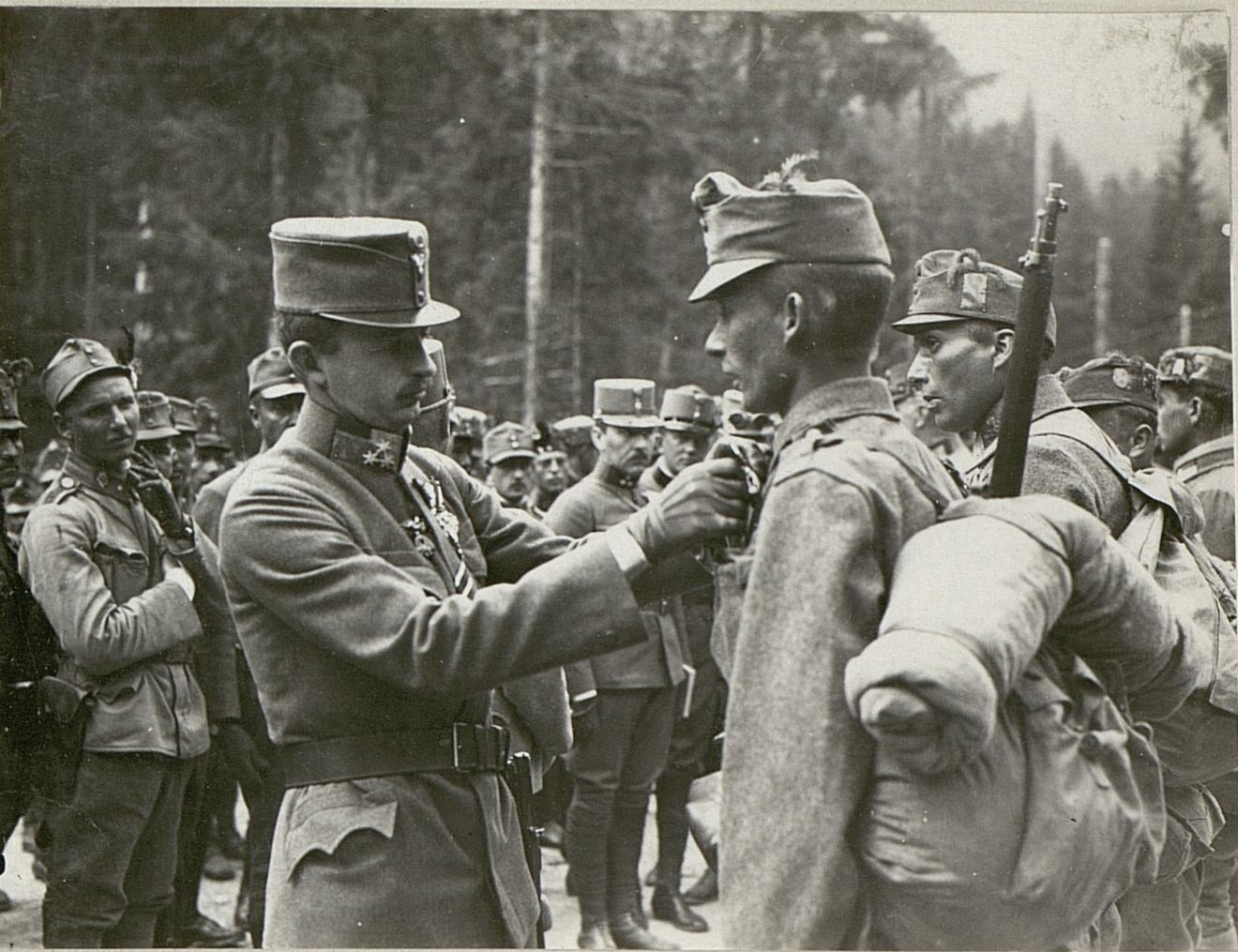
L'imperatore Carlo I sull'altopiano in visita alle proprie truppe (febbraio 1917). Per gli imperiali i Sette Comuni diventano la via preferenziale per scendere in pianura.

Il mese seguente, il tempestivo accorrere di rinforzi italiani riuscì a bloccare l'avanzata degli austroungarici, che avevano dovuto spostare una notevole quantità di truppe sul fronte russo e che si attestarono su posizioni più arretrate, nelle poderose fortificazioni che dominavano l'imbocco della vallate. La situazione rimase in stallo per un altro anno, durante il quale la strategia degli imperiali fu quella di mantenere la minaccia del pericolo imminente, rammentato dalle incursioni aeree quasi quotidiane che martellavano la città e la pianura.

Alpini caduti durante la battaglia del Monte Ortigara.

Nell'estate del 1917 l'esercito italiano tentò, con la sanguinosa battaglia dell'Ortigara - in cui morirono 28.000 soldati italiani e 9.000 austriaci - di riconquistare le posizioni perdute in precedenza, ma fallendo completamente l'obiettivo. Le montagne vicentine furono nuovamente lo scenario di imponenti opere militari: strade, fortilizi, gallerie e trincee. Risale a questo periodo la costruzione della strada degli Scarubbi e della strada delle 52 gallerie sul Pasubio.

I quattro ossari nello stemma provinciale: l'ossario del Pasubio, l'ossario del monte Cimone, il sacrario militare di Asiago ed il sacrario militare del monte Grappa.

La rottura del fronte a Caporetto, alla fine dell'ottobre 1917, sembrò segnare la disfatta italiana. Il fronte più settentrionale dell'altopiano dei Sette Comuni venne abbandonato e si tornò a combattere a pochi passi dalla pianura vicentina che rischiò di diventare la prima linea e fu nuovamente affollata da fiumane di profughi, di sbandati e di truppe. Il problema degli approvvigionamenti si aggravò, anche perché il Supremo Comando ordinò la requisizione dei depositi di viveri e la distruzione degli impianti industriali, per evitare che cadessero in mano nemica. Fu stabilito un piano per trasformare Vicenza in una testa di ponte, trincerando i dintorni della città, che divennero così durante l'inverno 1917-18 un enorme cantiere.

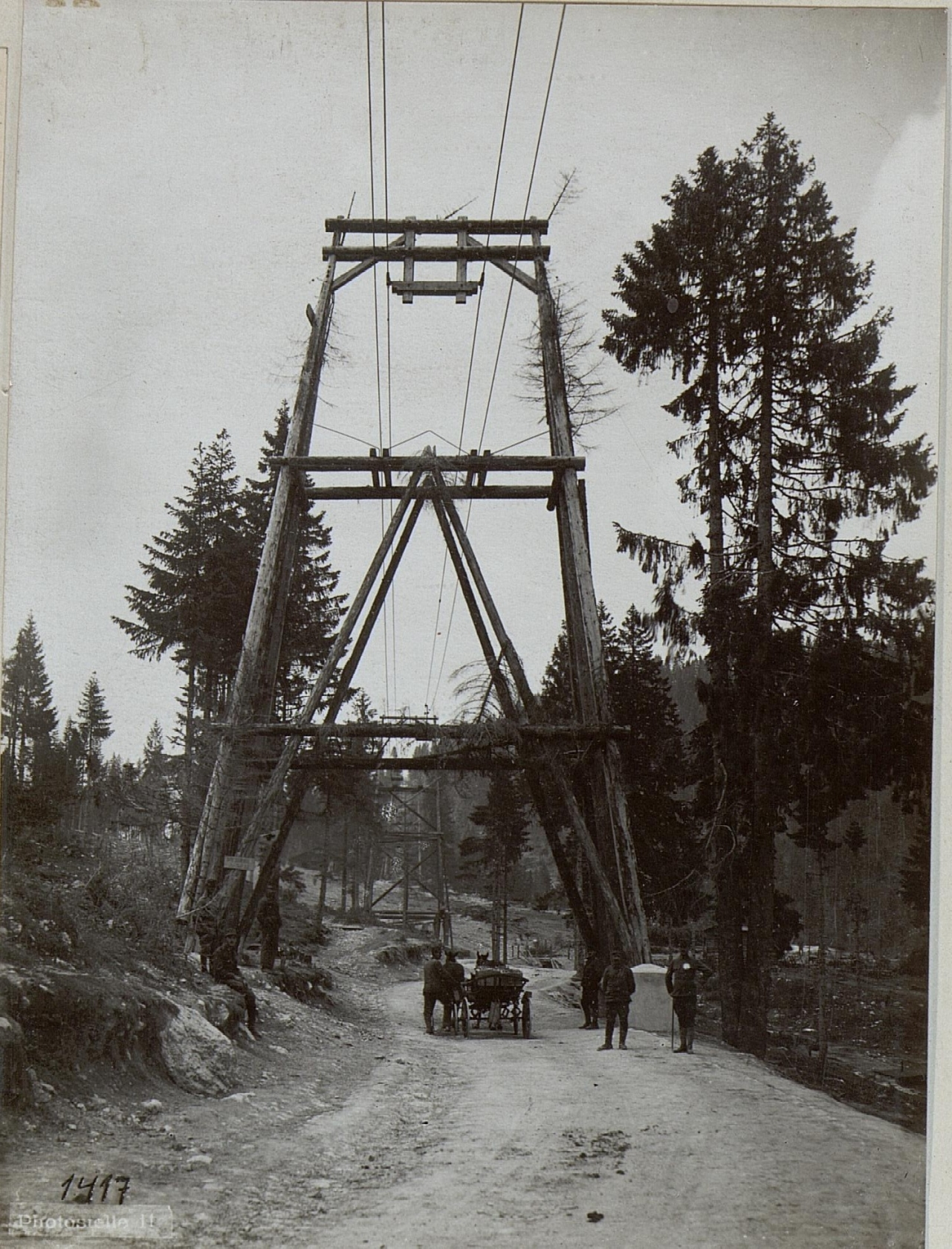
La teleferica pesante a.u. "N. 10a" (capacità 500t in 20h) in Val d'Assa, una delle numerose linee di teleferiche che trasportavano quotidianamente tonnellate di materiale sul fronte degli altipiani.

Agli inizi del 1918 la situazione volse nuovamente in favore degli italiani. Nonostante la vigorosa resistenza austroungarica - fino all'ultimo si combatté sul Grappa e continuò il cannoneggiamento su Bassano e sulla Valsugana - e grazie anche all'apporto delle truppe francesi e britanniche che combatterono valorosamente sugli Altipiani, proprio sui Sette Comuni si registrarono le prime vittorie dopo la rotta di Caporetto. Gli austroungarici non mollarono, ma ormai prossimi al collasso con il 4 novembre entrò in vigore l'armistizio e la fine della guerra che lasciò sui campi di battaglia del vicentino centinaia di migliaia di morti e la pressoché totale distruzione dei paesi alpini e delle foreste montane.

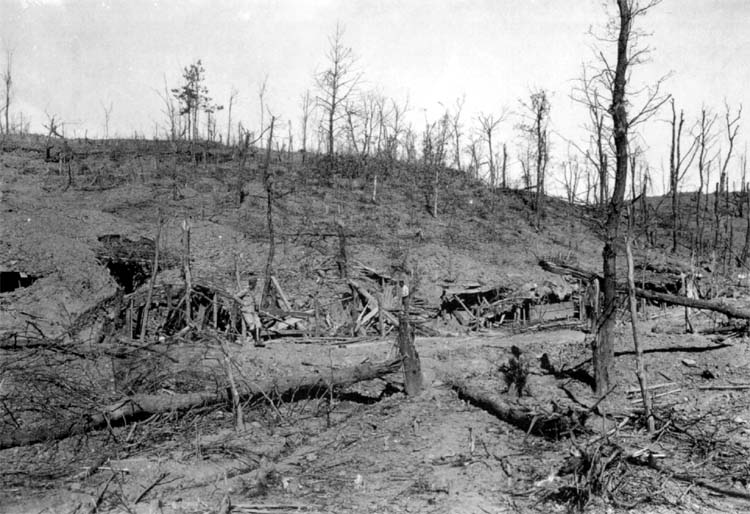
Campo di battaglia devastato dopo la battaglia degli Altipiani: si stima che l'85% delle foreste dei Sette Comuni vennero danneggiate dai bombardamenti.

In riconoscimento del valore dimostrato dal Vicentino durante il periodo bellico, le bandiere delle città di Vicenza, Bassano, Schio, Thiene, Marostica, Arsiero ed Asiago furono insignite della Croce al merito di guerra.
A ricordo di questo periodo storico, nello stemma della provincia sono rappresentati gli ossari militari del monte Pasubio, del Monte Cimone di Tonezza, di Asiago e del Monte Grappa, in memoria dei soldati qui caduti durante la prima guerra mondiale.

### Il primo dopoguerra in provincia di Vicenza

#### La situazione sociale e politica
Finita la guerra, il territorio vicentino, oltre ai problemi comuni a tutta l'Italia - la scarsità di generi di prima necessità, l'inflazione e l'aumento del costo della vita - soffriva di quelli più specifici derivanti dall'essere stato direttamente coinvolto nelle operazioni belliche. Ritornati a casa, molti tra i profughi, gli sfollati e i militari si trovarono a fronteggiare la scarsità di lavoro: la ripresa dell'apparato industriale e la ricostruzione procedevano lentamente, anche per la scarsità di risorse finanziarie, e la campagna era sovrappopolata, con un'offerta di lavoro ben superiore alla domanda.
La vita in trincea e la consapevolezza dei sacrifici sopportati per la patria aveva anche creato nelle masse una coscienza nuova ed esse non erano più disposte a ritornare alla condizione di subordinazione anteriore alla guerra. Nel mondo rurale vicentino non era tuttavia diffusa una coscienza di classe e neppure in quello operaio ad esso strettamente connesso (non si trattava infatti di un vero proletariato urbano, ma piuttosto di contadini-operai diffusi sul territorio). Nel 1919 però le organizzazioni sindacali sia cattolica che socialista (comunemente denominate Leghe bianche e Leghe rosse) contribuirono a formare questa coscienza, promuovendo l'organizzazione dei lavoratori e la lotta di classe.
Il leghismo cattolico - che faceva capo all'Unione del lavoro di Vicenza - era diffuso in tutto il territorio tra i piccoli proprietari, i mezzadri e i fittavoli, ma era influente soprattutto nell'Alto vicentino e nella pianura del Medio vicentino. Nel Basso vicentino invece, caratterizzato dalla grande proprietà fondiaria, gli addetti all'agricoltura erano soprattutto braccianti, lavoratori giornalieri e precari, più raggiungibili dal leghismo socialista, che faceva capo alla Camera del Lavoro di Vicenza, di ispirazione riformista o, più a sud-ovest, a quella di Verona, di ispirazione anarchica, che miravano all'abolizione della proprietà privata e alla collettivizzazione della terra.
Come reazione ai movimenti contadini, nel maggio 1919 i proprietari terrieri si organizzarono in Associazione agraria del Basso vicentino, che stipulò patti colonici separati con le diverse organizzazioni sindacali, tra loro profondamente divise.
A fianco di queste operavano rispettivamente il Partito Popolare di don Luigi Sturzo, costituito nel febbraio 1919 anche in provincia, e il Partito Socialista, ancora unitario prima delle scissioni che avvennero negli anni successivi. Quest'ultimo fu un fenomeno prevalentemente cittadino, raccogliendo consenso tra gli strati anarchici e il proletariato urbano.

#### Le lotte contadine e la nascita del fascismo
Nel 1920, peggiorando la situazione economica, vi furono un po' dappertutto agitazioni e scioperi - nelle zone industriali di Schio e Valdagno, ma anche in città e in altri centri minori - che talora culminarono nell'occupazione dei municipi. Nelle zone montane la gente protestò contro la riduzione dei sussidi ai profughi, ma i conflitti più estesi si ebbero nelle campagne del Medio e Basso vicentino.
L'Associazione agraria organizzò allora squadre di vigilanza per garantire il lavoro nei campi. Nacquero così i primi Fasci agrari (il primo in assoluto sorse a Pojana Maggiore nel 1919) che, negli anni seguenti, furono rinforzati da bande armate di fascisti provenienti dalla città e da altri centri. Le spedizioni punitive dei Fasci agrari e urbani contro le organizzazioni sindacali e i loro esponenti - più frequenti nell'imminenza delle elezioni politiche, dove poterono contare sulla connivenza di movimento fascista, esercito e autorità locali - divennero così un sistema intimidatorio corrente.
Nel 1921 si assistette alla totale disgregazione del leghismo rosso, in seguito al fallimento degli scioperi operai e contadini, mentre le leghe bianche resistettero ancora un paio d'anni. Nel 1920 nacque anche il sindacato fascista, che divenne l'interlocutore unico del padronato agrario nella stipula dei patti colonici.

### Il ventennio fascista nel Vicentino

#### La conquista delle amministrazioni locali
Le azioni squadristiche - che erano ricominciate con intensità e violenza nell'estate del 1922 - continuarono anche dopo la marcia su Roma e il conferimento dell'incarico di governo a Mussolini, avendo come obiettivo le amministrazioni comunali, che nel Vicentino erano prevalentemente rette da popolari: oltre all'occupazione del municipio di Vicenza, una settimana prima della marcia su Roma, tra il 1923 e il maggio 1924 furono sciolte in provincia una settantina di amministrazioni.
Allo scioglimento faceva seguito l'indizione di nuove elezioni, che si svolgevano in un clima di intimidazione e violenza, specialmente nelle campagne e nei centri minori, dove spadroneggiava lo squadrismo agrario. Il sistema per la conquista dei municipi consisteva nella presentazione di due liste, una fascista e un'altra di oppositori accomodanti. La generalizzata vittoria della prima lista dipese anche dal fatto che popolari, socialisti, demosociali e repubblicani non presentavano liste locali e invitavano ad astenersi dal voto.
Nell'aprile 1924 si svolsero in Italia - sulla base del sistema elettorale detto Legge Acerbo che prevedeva un forte premio di maggioranza - le ultime elezioni generali prima di quelle del 1948. Nel Vicentino la lista fascista ottenne oltre il 42% dei voti (con maggioranza assoluta in 47 comuni) che le vennero in buona parte dal Basso vicentino, dove dominava il sindacato fascista dei braccianti, e dall'Altopiano di Asiago, sensibile alle promesse governative circa il pagamento dei danni di guerra. Il Partito Popolare ottenne il 35% dei voti, provenienti soprattutto dall'Alto e Medio Vicentino e dai centri urbani. Le due liste socialiste ricevettero il 15% circa, conseguendo la maggioranza relativa nel capoluogo.
Il giorno seguente le elezioni, gli squadristi festeggiarono la vittoria sfogandosi contro gli oppositori locali. Particolarmente grave l'episodio di Sandrigo contro i sacerdoti Giuseppe Arena e Federico Mistrorigo, che valse ai fascisti la scomunica del vescovo Rodolfi.

#### Consenso e opposizione al regime durante il ventennio
Dopo queste elezioni, che diedero ai fascisti e ai loro fiancheggiatori due terzi dei seggi in Parlamento, furono introdotte in tutta Italia misure repressive che limitavano la libertà di riunione, di associazione e di stampa. Due anni più tardi, la soppressione di tutti i partiti politici di opposizione, delle associazioni non fasciste - a parte quelle affiliate all'Azione cattolica - e la sostituzione dei sindaci con i podestà di nomina governativa modificarono grandemente l'assetto politico e sociale del paese. Per mezzo delle organizzazioni ausiliarie e dei nuovi enti creati dal fascismo, esso rivolse la propria attività a compiti di tipo assistenziale, educativo e sindacale, ponendo sotto controllo la società civile. Il regime si sforzava di creare l'uomo nuovo e una nuova società.
Le relazioni dei prefetti dell'epoca e degli informatori di partito sembrano indicare che la penetrazione del fascismo nel Vicentino, specialmente nelle campagne e nei piccoli centri, abbia incontrato difficoltà, sia per l'indole del contadino, diffidente verso le autorità civili, che per l'influenza del clero parrocchiale, in particolare fino al 1929. Ma anche dopo la stipula dei Patti Lateranensi e il riavvicinamento tra la Chiesa e il Governo, le organizzazioni cattoliche, che erano ben radicate nel territorio e svolgevano molte funzioni di carattere sociale, nonostante le continue limitazioni furono fortemente concorrenziali a quelle fasciste.
Dopo l'invasione dell'Abissinia nel 1935, a seguito della propaganda fascista che presentava la conquista coloniale come un'opportunità per i contadini poveri, il consenso al regime aumentò nella popolazione vicentina e anche nel clero. Quando poi la Società delle Nazioni deliberò sanzioni economiche a danno dell'Italia, il consenso fu ulteriormente alimentato dal patriottismo.
Si trattò di un periodo breve, perché nel 1938 le nuove tensioni tra il fascismo e l'Azione cattolica, insieme con la disapprovazione per le leggi razziali allontanò nuovamente la popolazione cattolica dal regime. Cosicché, quando due anni dopo l'Italia entrò in guerra, non si riaccese un patriottismo simile a quello della prima guerra mondiale ma l'atteggiamento della popolazione fu piuttosto quello della rassegnazione; lo stato d'animo della gente fu influenzato sempre meno dalla propaganda e sempre più dalle vicende belliche. Nel 1942 le relazioni del questore di Vicenza al capo della polizia, ricordando tutte le difficoltà e i sacrifici che la popolazione doveva affrontare, ormai parlavano di "senso di depressione, diffuso allarmismo e intiepidimento verso il fascismo".

### Il Vicentino e la seconda guerra mondiale

#### La Resistenza vicentina
Della Resistenza nel Vicentino si possono descrivere tre aspetti:
- quello sociale, di opposizione al fascismo, diffusa in tutta la popolazione fin dal 1943 e particolarmente viva nella classe operaia delle zone industriali e nella classe colta delle città
- quello militare, con la costituzione di formazioni armate partigiane, attive soprattutto nelle zone di montagna
- quello politico, inteso a preparare il terreno per il dopo-fascismo e che vide fin dall'inizio l'attività del Partito Comunista e del Partito d'Azione, cui si aggiunse nel 1944 quella della Democrazia Cristiana

L'insieme di questi aspetti fece del Vicentino una delle province più attive nel movimento di Liberazione nazionale.